# Sumantri
 El pico Sumantri (también llamado Soemantri o Soemantri Brodjonegoro) es una abrupta montaña en la cordillera occidental de Sudirman (Nueva Guinea). Se eleva 4.870 metros. 
El pico está aproximadamente a 2 km al noreste de la Pirámide de Carstensz (4.884 m), la montaña más alta de Oceanía. El lado norte del Sumantri está dominado por tremendos acantilados, son parte de la Noordwand (pared norte) del Macizo de Carstensz, que envuelven los lados este y oeste de la montaña. Los restos del otrora poderoso glaciar Firn de Northwall (ahora separado en las partes oriental y occidental) se aferran tenuemente a la parte meridional del pico.

## Nombre
Antes de 1973, la cumbre se conocía como la cumbre NO de Ngga Pulu. La Expedición Carstensz de 1936 lo llamó el "Segundo Pico del Muro Norte".  Heinrich Harrer lo llamó Ngapalu en su mapa dibujado en 1962, mientras llamaba al pico SE del Ngga Pulu "Sunday Peak". Al describir su ascenso de ambos picos en 1972, Dick Isherwood siguió esta nomenclatura, usando Ngga Poloe para lo que ahora es Sumantri y Sunday Peak para lo que ahora se conoce como Ngga Pulu.
El gobierno indonesio rebautizó la cumbre del noroeste en honor al profesor Sumantri Brodjonegoro, ministro de Energía y Recursos Minerales de la República de Indonesia, después de que éste muriera en el cargo en 1973 a la edad de 47 años. 

## Historia de la escalada
La vecina y, en ese momento, más alta cumbre del SE de Ngga Pulu fue escalada por primera vez por una expedición holandesa en 1936 (Anton Colijn, Jean Jacques Dozy y Frits Wissel). La cumbre NW fue escalada por primera vez en febrero de 1962 por Heinrich Harrer, Philip Temple, Russel Kippax y Bert Huizenga después de su primer ascenso a la Pirámide de Carstensz. 
El acantilado norte de 600 m de altura fue escalado por primera vez por Reinhold Messner en solitario el 27 de septiembre de 1971, después de haber escalado por segunda vez la Pirámide de Carstensz con su cliente Sergio Bigarella a principios de la semana. Un año después Leo Murray, Jack Baines y Dick Isherwood escalaron ambos picos de Ngga Pulu y encontraron la clavija que Meisner había dejado en la parte superior de la Cara Norte de lo que llamaron Ngga Poloe (ahora Sumantri).

## Geología y glaciares
Las montañas de Nueva Guinea Central se están formando a medida que las placas de Australia y del Pacífico colisionan, lo que da lugar tanto a la subducción como al levantamiento. Las rocas de la superficie de los picos de esta cordillera son de piedra caliza.  
Debido al derretimiento del Firn de Northwall desde el pico SE de Ngga Pulu, esta cumbre es ahora el punto más alto de la cresta norte del Monte Carstensz. Además, debido a la completa desaparición del Glaciar Meren, su prominencia topográfica ha aumentado de lo que habría sido ~200 m a ~350 m. Sumantri podría ser considerada la segunda montaña independiente más alta de Oceanía, y figura en algunas listas de las Siete Segundas Cumbres.